# 마하캄어군
마하캄어군(영어: Mahakam languages)은 인도네시아, 말레이시아의 마하캄족 사람들이 사용하는 언어들이 이루는 잘 확립된 어군이다. 주로 보르네오섬에서 쓰인다.